# Valencia del Mombuey
Valencia del Mombuey es un municipio y localidad española de la provincia de Badajoz, en la comunidad autónoma de Extremadura. El término municipal tiene una población de 713 habitantes (INE 2024).

## Geografía

### Situación
Está situado en el sur de la provincia, junto a la frontera con Portugal. Pertenece a la comarca y al partido judicial de Jerez de los Caballeros.
Los pueblos más cercanos son Oliva de la Frontera a 20 km, Villanueva del Fresno a 16 km y Amareleja (Portugal) a 9 km.

### Orografía e hidrografía

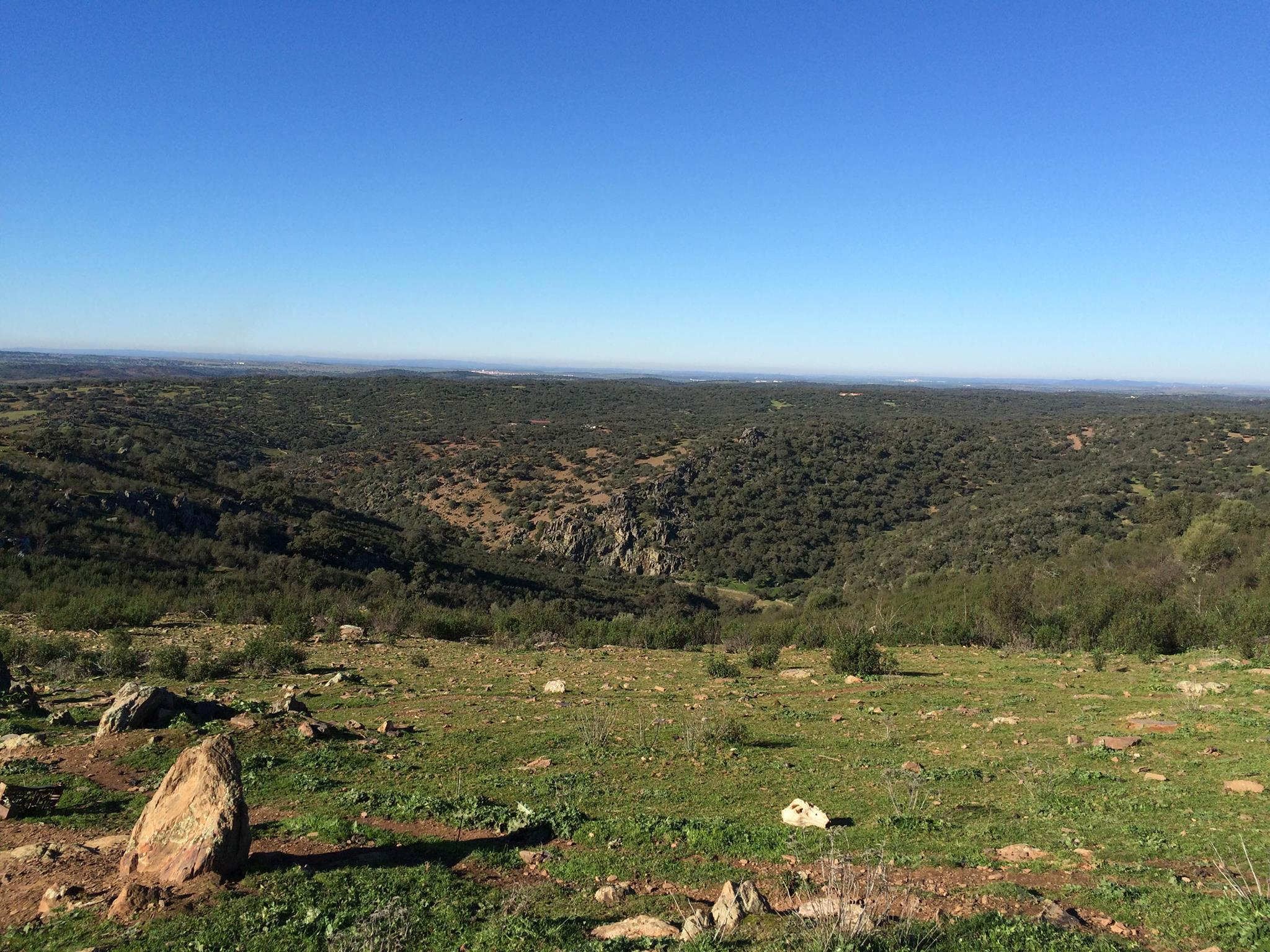
Valencia del Mombuey, entorno natural.

Su relieve es ondulado aunque accidentado en las proximidades de arroyos y riachuelos. Predomina el clima mediterráneo con ciertas peculiaridades debido a la meridionalidad, su baja altitud y su proximidad al Atlántico.
En lo referente a hidrografía destaca el río Ardila que atraviesa el partido judicial. En esta zona también destacan los arroyos Godolid y el Zaos.

## Historia
Valencia del Mombuey se sitúa entre Oliva de la Frontera y Villanueva del Fresno, justo en la línea fronteriza con Portugal.
El lugar fue comprado en 1402 por Gómez Suárez de Figueroa, pasando a integrarse en el Señorío de Feria. Durante las guerras con Portugal del siglo XIV quedó destruida y despoblada hasta el extremo de quedar solo un vecino en la localidad.
En 1641 y 1704 resultó incendiada y arrasada de nuevo por los portugueses, siendo conocida a partir de entonces como Valencita la Quemada.
Hasta su asolamiento en el siglo XVIII, el núcleo se localizaba en lugar distinto, a unos 2 km del actual, llamado Fuente del Higo. En la actualidad constituye un pequeño asentamiento de carácter eminentemente rural, integrado con el hermoso paisaje que lo rodea. 
A la caída del Antiguo Régimen la localidad se constituye en municipio constitucional en la región de Extremadura. Desde 1834 quedó integrado en el Partido judicial de Jerez de los Caballeros. En el censo de 1842 contaba con 160 hogares y 578 vecinos.

### Conquista americana
Según el libro escrito en 1978 por el sacerdote Vicente Navarro del Castillo, Epopeya de la Raza Extremeña en Indias, Valencia del Mombuey colaboró con 6 de sus vecinos a la conquista americana. Entre estos hombres que pasaron a Indias se puede destacar al capitán Martín Galeano que fundó el pueblo andino de Vélez e intervino destacadamente en la exploración y conquista del Nuevo Reino de Granada, la actual Colombia.

### Antonio González y González
El 5 de enero de 1792 nacía en este pueblo uno de los políticos más influyentes de la primera mitad del siglo XIX en España. Antonio González y González militó primeramente en las filas progresistas, aunque con el paso de los años sus ideas políticas se moderaron. Su vida esta llena de avatares e infortunios, pues sufrió exilio y estuvo a punto de ser fusilado en varias ocasiones; pero también de éxitos y logros, tanto en el campo de la política como en los negocios. Aunque sus ambiciones pronto le apartaron de Valencia del Mombuey, siempre mantuvo relación con la villa que le vio nacer, donde su familia poseía tierras, que él acrecentó con la compra de la finca de Valdeterrazo. Luchó en la guerra de la Independencia española, ejerció de abogado durante el Trienio Liberal y el exilio en Arequipa (Perú) y tras su regreso a España, ocupó importantes cargos en la administración del país: representante en el Estamento de Procuradores, Diputado, Senador, embajador en el Reino Unido en varias ocasiones y lo que en la actualidad se conoce como Presidente del Gobierno, durante la regencia de Baldomero Espartero, entre otros cargos, para finalmente morir en Madrid, el 30 de noviembre de 1876. Acumuló una gran fortuna, pues fue uno de los mayores accionistas del Banco de España, acumulando tierras y propiedades inmobiliarias, tanto en Extremadura como en Madrid. Sus descendientes siguieron sus pasos políticos, llegando a ser elevado su título nobiliario a grande de España por Alfonso XIII.

### María Isabel González de Olañeta
María Isabel González de Olañeta y Barreta González y Uhagón, III marquesa de Valdeterrazo, nace en Madrid en 1895. Contrae matrimonio en 1921 con Fernando de Orleans, duque de Montpensier, hijo del conde de París, nieto de la infanta de España María Luisa de Borbón y del duque de Orleans. El duque de Montpensier murió a los tres años de haberse casado, sin tener descendencia, y María Isabel González pasó a ser duquesa viuda de Montpensier. 
Posteriormente volverá a contraer matrimonio con José María de Huarte y Jáuregui toda una personalidad en la vida cultural y social de Pamplona. La duquesa fallece en 1958 dejando toda su herencia al pueblo de Valencia del Mombuey, gestionándose a través de la Fundación Duquesa de Montpensier.

## Demografía
Valencia de Mombuey cuenta con una población de 713 habitantes (INE 2024).
| Gráfica de evolución demográfica de Valencia de Mombuey entre 1842 y 2021                                             |
| |
| Población de derecho según los censos de población del INE. Población de hecho según los censos de población del INE. |

## Patrimonio

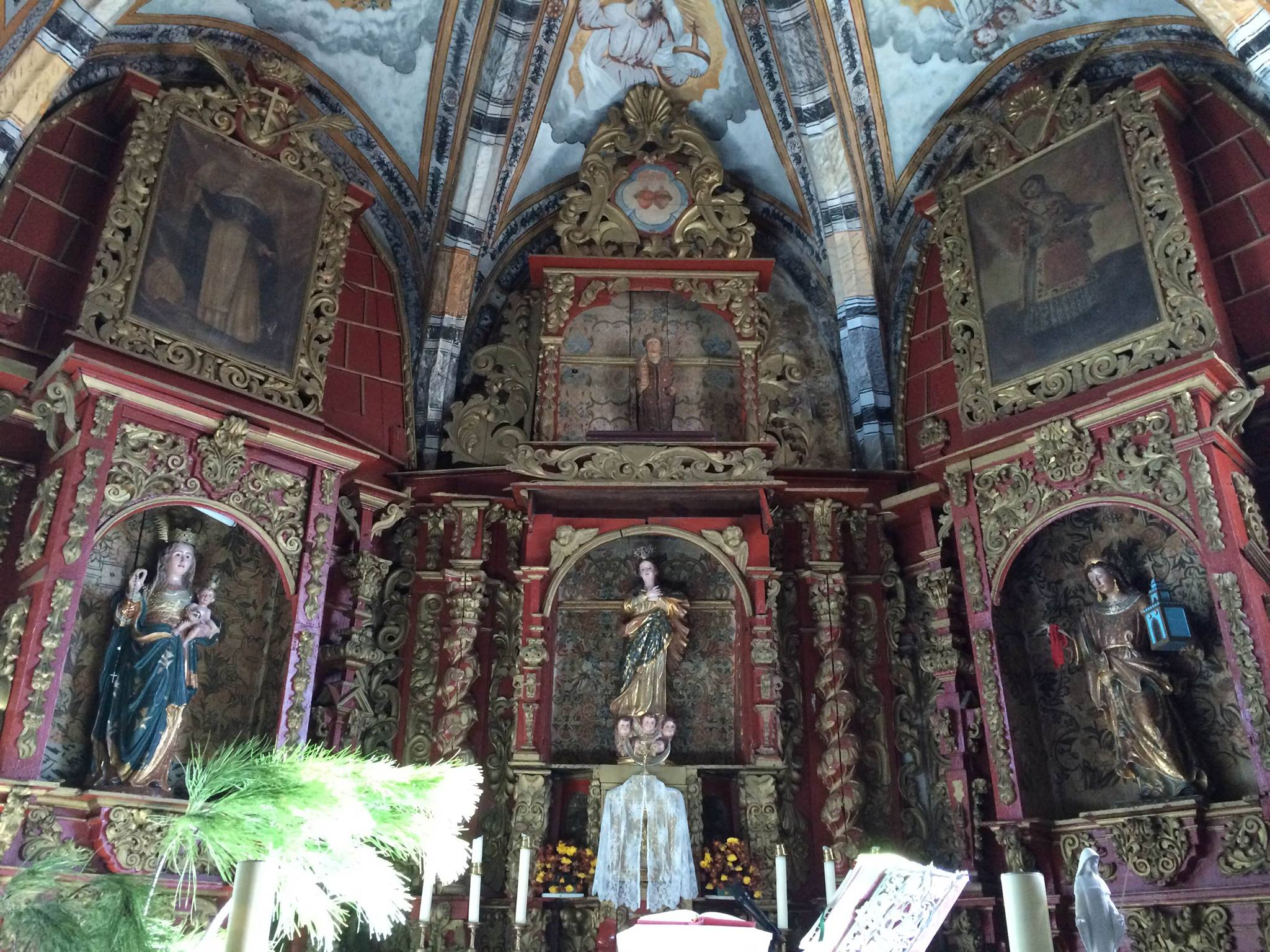
Retablo mayor de la iglesia parroquial

- Iglesia parroquial de La Purísima Concepción: el templo pertenece a la archidiócesis de Mérida-Badajoz[4] y es el monumento más destacado de la localidad. Fue comenzada en el siglo XIV, rehecha en el XVI y concluida en el XVIII. Unas lápidas empotradas en los contrafuertes del ábside indican que esa parte del edificio se realizó entre 1572 y 1576, siendo su mayordomo, Juan Garías, alcalde de la Villa. Aunque carente de monumentalidad exterior, la obra se integra con los espacios y construcciones adyacentes originando una realidad ambiental de acusado valor. Al interior destaca la cabecera, con bóveda de crucería cubierta de llamativas pinturas decorativas, y retablo mayor barroco de buena talla. Cabe destacar la capilla bautismal con una interesante talla de Cristo amarrado a la columna y el retablo donde recibe culto la imagen del patrón de la localidad, el Señor de las Penas.

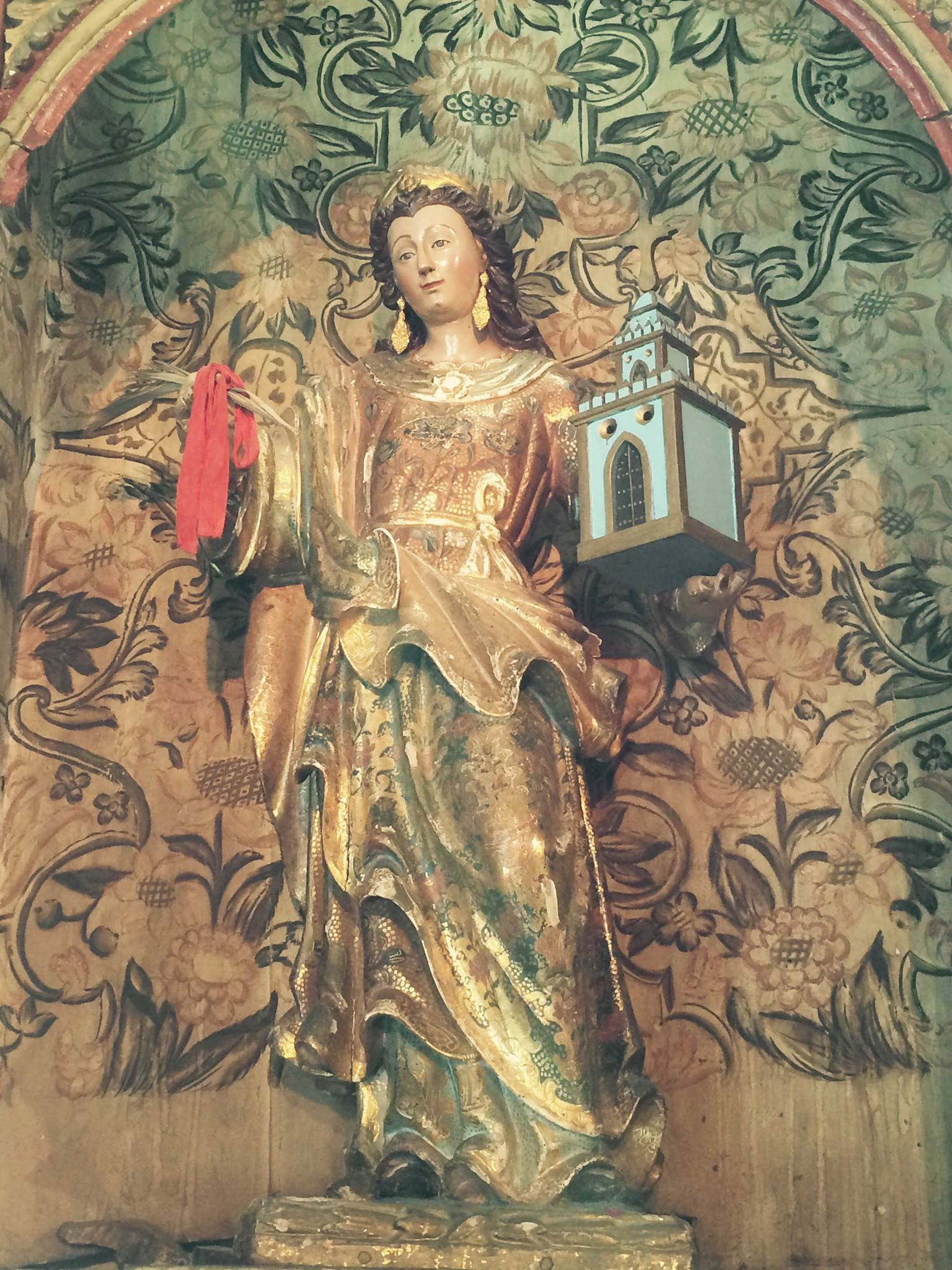
Talla de Santa Bárbara, retablo mayor

- Ermita de San Benito:  es una interesante construcción del siglo XVIII, que responde al modelo de las típicas ermitas camperas bajo extremeñas. En sus proximidades se ubicaba el antiguo cementerio que fue trasladado hacia otro emplazamiento. Posee una cúpula cuya apertura se resuelve colocando tejas en posición invertida. La fachada frontal presenta una portada clasicista con una espadaña coronando el hastial. Afortunadamente, fue restaurada en 2009, creando un nuevo espacio cultural para la localidad. Se encuentra a las afueras del pueblo, en un hermoso paraje.
- Ermita de Santa Bárbara: se encuentra emplazada en un paraje de gran belleza natural, sobre un collado cercano al arroyo Godolid, en la carretera hacia Villanueva del Fresno. Aunque de presencia modesta, resulta de acusado plasticismo, y muy bien integrada también en el paisaje. En el año 2014 se acometen obras de mejora y acondicionamiento, construyendo una zona de merenderos y un cerramiento perimetral para evitar accesos incontrolados.

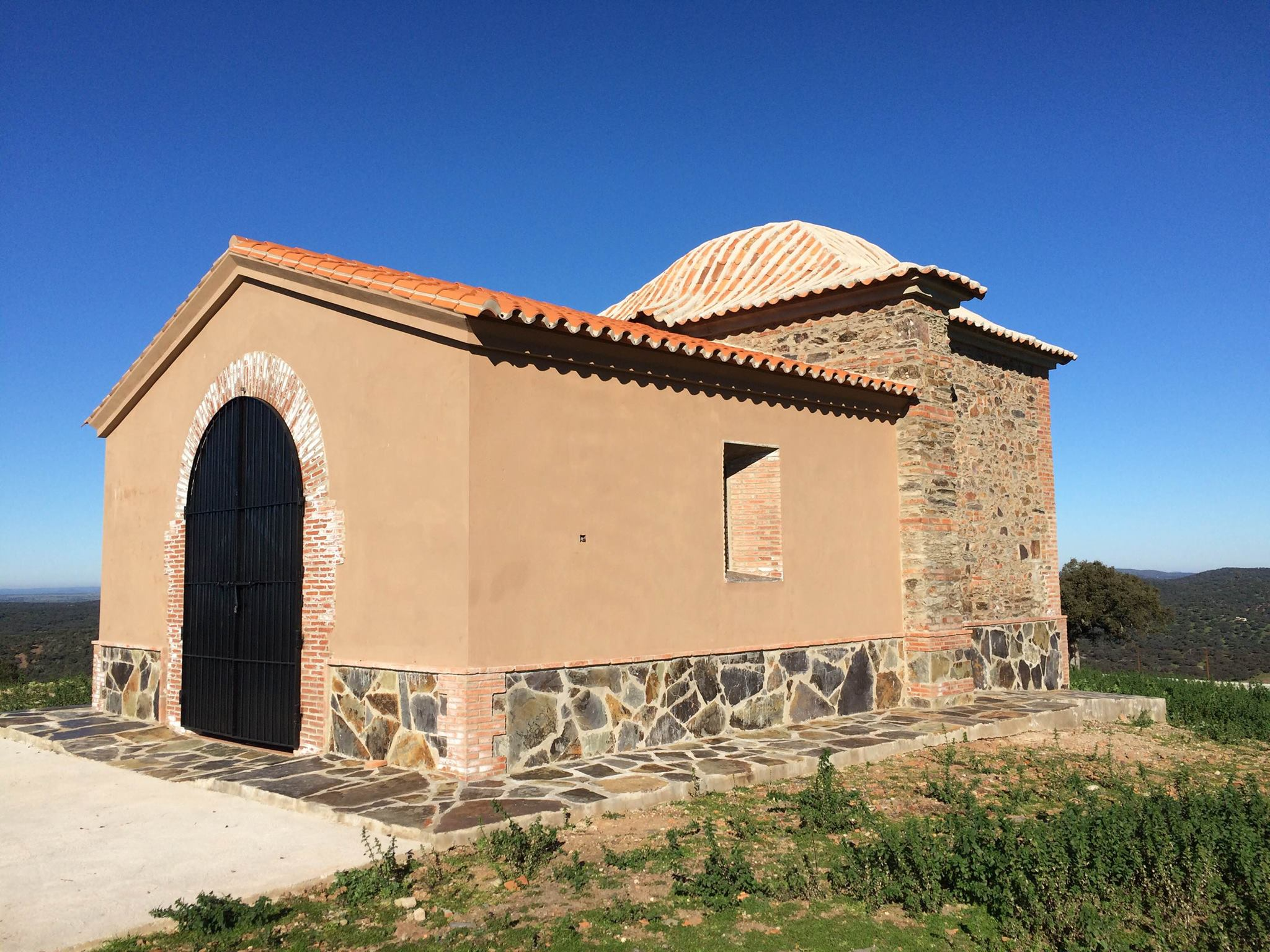
Ermita de Santa Bárbara, Valencia del Mombuey.

- Casa Palacio del Marqués de Valdeterrazo: es la edificación civil más notable del pueblo, y en dicho lugar nació Antonio González y González, I marqués de Valdeterrazo. Tras su remodelación, acoge la Casa de la Cultura que cuenta con biblioteca, centro de mayores y salón de exposiciones. En estos terrenos también se construyó la piscina municipal.
- Pozo Gordo: En la zona baja del ámbito del pozo Gordo abundan los rincones pintorescos entre los que destaca el propio pozo, con brocal de piedra y ladrillo.
- Corral del Concejo: elemento de valor etnográfico singular por tratarse del único, quizá, de su especie, que se conserva en la región, como muestra de una instalación que en ningún lugar llegó a faltar. Consiste en un somero cercado con cobertizos destinado a guardar ganado.
- Molinos harineros: se pueden visitar cerca del río Ardila. Son de diferentes tipologías, pero destacan los de estructura circular.
- Asentamiento celta: este asentamiento data del 3500 a. C. y conserva los denominados "Letreros de Nijata", sepulturas guerreras con numerosos grabados en piedra que se encontraron a cuatro kilómetros de la población. Son cuatro letreros. El primero de ellos, según algunos autores, representa un escudo, un carro y tres figuras humanas. El segundo parece representar cuatro figuras humanas. El tercero, también contiene figuras humanas en distintas posiciones, unos sentados, otros danzando, otros de pie destacando en estas figuras sus atributos sexuales. El letrero número cuatro carece de descripción.
- Dolmen funerario: los vecinos del lugar la denominan popularmente como la "Piedra Pinchá" y se trata de un dolmen funerario cercano al margen del río Ardila.

## Fiestas
- Los Mayos (1 de mayo): como fiesta representativa por la llegada de la primavera, el día 1 de mayo de madrugada, los niños cuelgan de puertas y ventanas de las casas de la población hierbas y ramajos que impiden a los que se encuentran dentro de las casas abrirlas al exterior.
- San Isidro Labrador (15 de mayo): como es tradición también en otras localidades, este día se celebra una Romería campera; el Patrón es llevado en procesión hasta la finca "Las Navas", donde se celebra una misa en su honor para después disfrutar la jornada de campo. Al final del día, toda la gente vuelve dejando al Santo en la finca; transcurridos unos días, el santo es trasladado de vuelta al pueblo a hombros de mujeres voluntarias.Nuestro Señor de las Penas, patrón de Valencia del Mombuey.

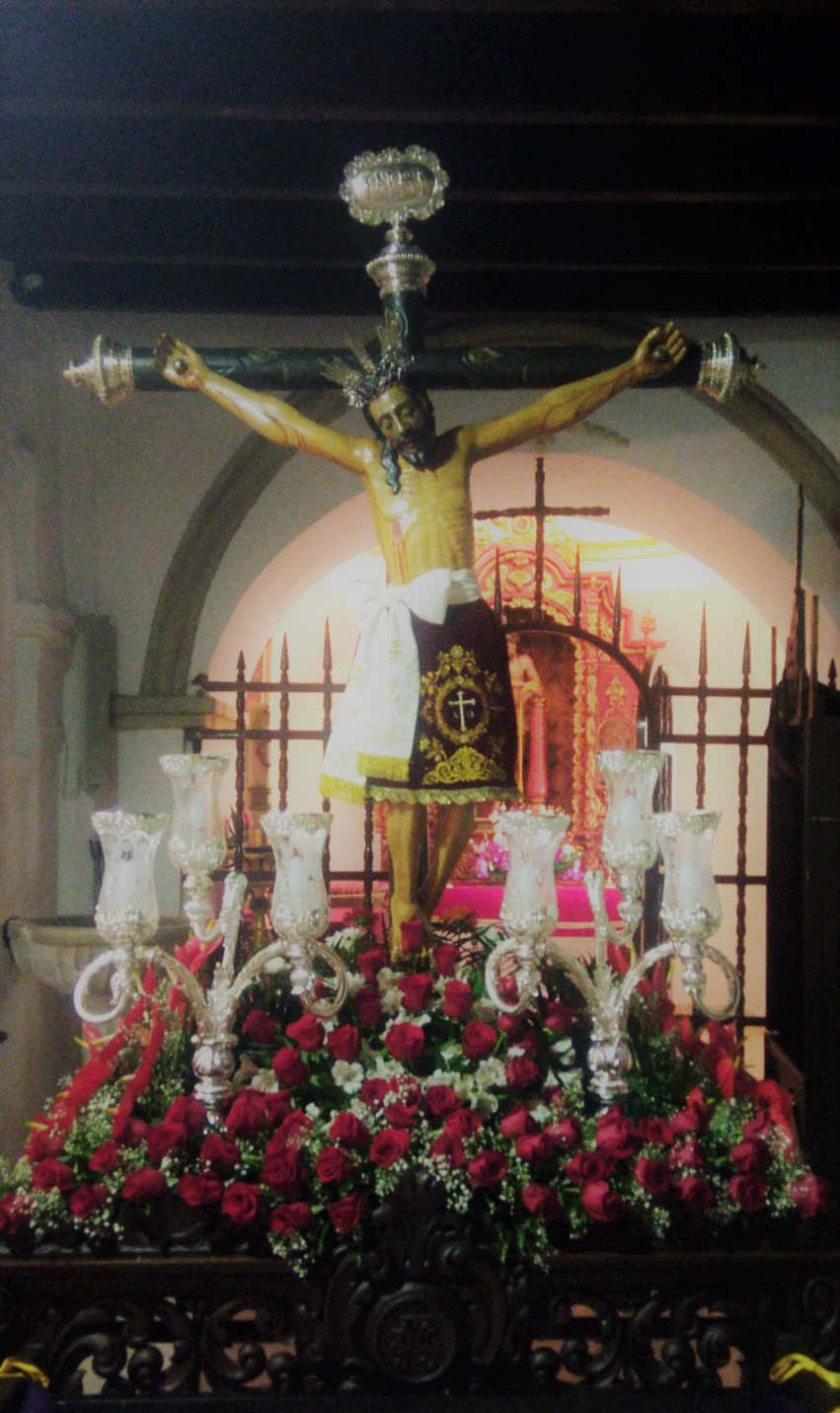
Nuestro Señor de las Penas, patrón de Valencia del Mombuey.

- Fiesta del Emigrante (primera quincena de agosto): en estas fiestas la población se multiplica con la llegada de los emigrantes. Es una fiesta muy celebrada por los vecinos, organizándose diferentes concursos, juegos, carreras y las tradicionales verbenas que amenizan las noches de agosto. También se celebra una feria transfronteriza de oficios y tradiciones rurales, donde se rescatan oficios populares como la forja tradicional, la alfarería, la extracción de miel, la esquila de ovejas y bestias, el encaje de bolillos, el mimbre o la trilla en la era.
- Nuestro Señor de las Penas (13, 14 y 15 de septiembre): Fiestas Patronales. Estas fiestas son organizadas por la Hermandad del Cristo de las Penas. En ellas se ofrece, tanto a visitantes, como a los propios habitantes del municipio, sangría o gazpacho y además se obsequia a la banda de música que acompaña en la procesión al Cristo, con café, dulces y aguardiente. Además, se celebra un pasacalles y por la noche, la verbena popular. La talla del Señor está realizada en madera y es de época y autor desconocidos.  Representa a Jesús crucificado y muerto en una cruz arbórea rematada con cantoneras realizadas en plata, al igual que el "titulus" con las letras INRI. La imagen está coronada con potencias y corona de espinas hechas también en plata. La cabeza se encuentra vencida hacia la derecha, y sobre el hombro descansa un mechón de cabello. El paño de pureza es un faldón de terciopelo morado y bordado en oro. El Señor de las Penas es una imagen de gran valor devocional y sentimental para todos los valencianos y valencianas y cuenta con gran arraigo popular.
- Lumbre de Navidad (noche del 24 al 25 de diciembre): se trata de una costumbre ancestral que consiste en encender una hoguera en la Plaza de España, junto a la iglesia parroquial. La leña que se utiliza para esta hoguera ha sido cogida por los jóvenes de los corrales de los vecinos por la noche. El día de Nochebuena por la mañana se colocaba en la plaza y por la noche se encendía hasta la hora de la Misa del Gallo.

## Gastronomía
Costumbre muy arraigada y tradicional es la realización la matanza del cerdo extremeña, que se realiza en cada casa y de modo particular, elaborando numerosos productos derivados del cerdo ibérico de la manera más casera, sólo con condimentos naturales. En la gastronomía de la localidad no faltan, por tanto, ricos embutidos y otros platos elaborados a base de cerdo ibérico. También son platos frecuentes en la mesa el gazpacho, migas y la caldereta extremeña. Otro plato singular propio de esta zona, son los gurumelos, una especia de hongo cuyo hábitat es la comarca del Andévalo, en Huelva, y la zona sur de la provincia de Badajoz. Su nombre procede del gallego-portugués, cogumelo, que significa seta. Es un producto catalogado como de excelente calidad y en las zonas donde se recolecta es considerado un manjar. Se prepara de múltiples formas: a la brasa, en revuelto con ajetes y huevo, en potajes o picados en ensalada.
Entre los dulces típicos destacan los prestines, roscos de vino, perrunillas y flores, principalmente.